# Andreas Zingl
Andreas Zingl (* 27. Juni 1992) ist ein ehemaliger österreichischer Fußballspieler, der am Anfang seiner Karriere abwechselnd als Feldspieler und Torwart eingesetzt wurde, als Profi allerdings ausschließlich auf letztgenannter Position spielte.

## Karriere
Zingl begann seine Karriere beim SV Rohrbach/L., bei dem er vorrangig als Feldspieler eingesetzt wurde, ehe er zum Torhüter umfunktioniert wurde. Ab der Saison 2008/09 spielte er in der siebentklassigen Kampfmannschaft von Rohrbach. In der Winterpause der Saison 2008/09 wechselte er zum sechstklassigen SV Lafnitz. Hier kam er allerdings nur in zwei Meisterschaftsspielen als Feldspieler zum Einsatz; im Tor stand bei diesen Spielen sein älterer Bruder Erich (* 1985). Mit Lafnitz stieg er zu Saisonende in die fünftklassige Oberliga Süd/Ost auf. Im Juni 2009 kehrte er auf Leihbasis für einen Monat nach Rohrbach zurück und stand dort in zwei Spielen im Tor des Vereins. Auch Rohrbach stieg zu Saisonende auf: Man kam aus der Gebietsliga Ost in die sechstklassige Unterliga Ost.
Zur Saison 2009/10  kehrte der Leihspieler wieder zu seinem Stammverein, dem SV Lafnitz, zurück und agierte hier wieder ausschließlich als Feldspieler. Mit Lafnitz stieg er 2011 in die Landesliga auf. Im September 2011 debütierte er in der Landesliga, als er am sechsten Spieltag der Saison 2011/12 gegen den SV Pachern in der Startelf stand. Erst ab dieser Saison kam er bei den Lafnitzern als Torwart zum Einsatz, nachdem er in den Spielzeiten davor ausschließlich Einsätze als Feldspieler absolviert hatte. Er ersetzte dabei seinen älteren Bruder Erich im Tor.
Zur Saison 2012/13 wechselte Zingl zu den drittklassigen Amateuren der SV Mattersburg. Im Mai 2013 debütierte er in der Regionalliga, als er am 29. Spieltag jener Saison gegen den 1. Simmeringer SC von Beginn an zum Einsatz kam.
Im Sommer 2013 schloss er sich dem Ligakonkurrenten SV Stegersbach an. Im Jänner 2014 kehrte er zum inzwischen drittklassigen SV Lafnitz zurück. Mit Lafnitz stieg er 2018 in die 2. Liga auf. In der Aufstiegssaison 2017/18 verpasste er nur eines der 30 Spiele in der Regionalliga.
Sein Debüt in der zweithöchsten Spielklasse gab er im Juli 2018, als er am ersten Spieltag der Saison 2018/19 gegen die WSG Wattens in der Startelf stand. Nach sechs Zweitligaspielzeiten, in denen er 140 Spiele machte, beendete er nach der Saison 2023/24 seine Karriere als Aktiver.

## Erfolge
- Bester Torwart der 2. Liga: 2021